# Ray Chang
Raymond Bo-Shue Chang  (né le 24 août 1983 à Kansas City, Missouri, États-Unis) est un joueur sino-américain de baseball qui s'aligne avec l'équipe de Chine à la Classique mondiale de baseball en 2009 et 2013.

## Carrière
Ray Chang, un joueur de champ intérieur qui peut évoluer aussi bien au deuxième but qu'au troisième but ou à l'arrêt-court, signe son premier contrat professionnel avec les Padres de San Diego de la Ligue majeure de baseball en 2005. Il joue en ligues mineures avec des clubs-écoles des Padres (2005-2008), des Pirates de Pittsburgh (2008-2009), des Red Sox de Boston (2010) et des Twins du Minnesota (2011-2012). Il signe chez les Reds de Cincinnati avant le début de la saison 2013.
Chang s'aligne avec l'équipe de Chine de baseball aux Classiques mondiales de 2009 et 2013. Son coup sûr opportun bon pour deux points dans le match du 5 mars 2013 face au Brésil permet aux Chinois de remporter le match et d'assurer leur qualification pour la Classique mondiale de 2017.